# (100729) 1998 CX
(100729) 1998 CX es un asteroide perteneciente al cinturón de asteroides descubierto el 5 de febrero de 1998 por Miloš Tichý y el también astrónomo Zdeněk Moravec desde el Observatorio Kleť, České Budějovice, República Checa.

## Designación y nombre
Designado provisionalmente como 1998 CX.

## Características orbitales
1998 CX está situado a una distancia media del Sol de 2,733 ua, pudiendo alejarse hasta 2,820 ua y acercarse hasta 2,647 ua. Su excentricidad es 0,031 y la inclinación orbital 5,004 grados. Emplea 1651,07 días en completar una órbita alrededor del Sol.

## Características físicas
La magnitud absoluta de 1998 CX es 15,4. 